# Balboa (cigarrmärke)
Balboa är ett cigarrmärke. Det har panamiskt ursprung, men cigarrerna tillverkas numera i Nicaragua. Tobaken kommer dock fortfarande från Panama.
Balboa namngavs efter Vasco Núñez de Balboa och tillverkades ursprungligen av den panamanska cigarrfabriken Darier & Cleef.